# Антонио Коломбо
Антонио Коломбо (Галарате, 17. јун 1950) је италијански интервентни кардиолог, академик и инострани члан Одељења медицинских наука Српске академије наука и уметности од 2. новембра 2006.

## Биографија
Завршио је основне студије на Медицинском факултету Универзитета у Милану 1975. године и постдипломске студије из кардиоваскуларне медицине на Универзитету у Парми.
Радио је као директор сале за катетеризацију срца у Универзитетској болници Коломбус 1986—1998, као гостујући професор Кливлендске клинике од 1995, као директор сале за катетеризацију срца Сан Рафаеле у Милану од 1998, као гостујући професор на Медицинском факултету Универзитета у Београду од 2003. и као гостујући професор Клинике Универзитета Колумбија од 2004. године. Уредник је Circulation од 1996, Cor Europaeum од 1996, Journal of Invasive Cardiology од 1996, International Journal of Cardiovascular Intervention од 1998, Stent од 1998, Italian Heart Journal од 2000, Journal of American College of Cardiology од 2001, American Journal of Cardiovascular Drugs од 2001. и European Heart Journal од 2001. године. Члан је Америчког лекарског удружења, Америчког колеџа физијатара, Савета клиничке кардиологије, Америчке асоцијација за срце, Америчког кардиолошког колеџа, Европског друштва за кардиологију, Америчке асоцијације за шлог, почасни је члан Руског научног друштва за интервентну радиологију и ендоваскуларну хирургију и инострани је члан Одељења медицинских наука Српске академије наука и уметности од 2. новембра 2006.
Добитник је награде за најбољег предавача медицинског центра Кабрини 1981, награде за најбољег клиничког истраживача Универзитета Еразмус 1994. и награде за постигнућа у каријери 1998. године.